# 5222 Ioffe
5222 Ioffe, định danh tạm thời là 1980 TL13, là một tiểu hành tinh Pallas chứa carbon (carbonaceous Palladian asteroid) loại hiếm nằm ở khu vực trung tâm của vành đai tiểu hành tinh, có đường kính khoảng 18 km. Nó được phát hiện vào ngày 11 tháng 10 năm 1980 bởi nhà thiên văn học Liên Xô Nikolai Chernykh tại Đài quan sát Vật lý thiên văn Crimean ở Nauchnyj, Crimea. Đây là tiểu hành tinh lớn nhất trong số các tiểu hành tinh Pallas ngoài chính Pallas.